# Долина Кырчинбулака

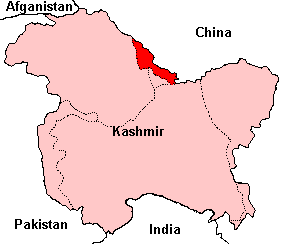
Положение долины Шаксгама на карте Кашмира.

Долина Кырчинбулака (Шаксгама; урду ماورائے قراقرم علاقہ‎) — небольшая область, расположенная на севере Кашмира, одна из кашмирских областей под управлением Китая (другая — Аксайчин). Передана Пакистаном Китаю 3 марта 1963 года при урегулировании территориальных споров, но территориальные претензии на долину также предъявляет Индия .
Долина имеет площадь 5180 км² и в среднем находится на высоте 3800 метров, из-за чего труднодоступна. Людей в районе практически нет, как и растительности. По долине протекает река Кырчинбулак (Шаксгам) (левый приток реки Яркенд), начинающаяся с ледника в юго-восточной части. К югу от средней части долины расположена гора К2 (Чогори) — одна из высочайших точек планеты.

## История
Первая европейская экспедиция, посетившая долину — экспедиция 1887 года под руководством Фрэнсиса Янгхазбенда. В 1926 году изучение долины было проведено британским географом Кеннетом Мэйсоном.